# Puerto Charley
Puerto Charley är en ort i Mexiko.   Den ligger i kommunen La Paz och delstaten Baja California Sur, i den västra delen av landet, 1 400 km väster om huvudstaden Mexico City. Puerto Charley ligger 1 meter över havet och antalet invånare är 373.
Terrängen runt Puerto Charley är mycket platt. Havet är nära Puerto Charley åt sydväst.  Det finns inga andra samhällen i närheten. 